# Stina Eidem
Stina Elisabeth Eidem, född Björkbom 26 februari 1942 i Stockholm, är en svensk tecknare och dramaturg.
Stina Eidem studerade vid Nyckelviksskolan 1960–1961, vid Konstfackskolan 1961–1965 samt blev filosofie kandidat 1968. Hon studerade vid Grafikskolan i Stockholm 1978–1979, blev dramaturg vid Radioteatern 1970 och lärare vid Beckmans reklamskola 1986. Hon har hållit samlings- och separatutställningar i Stockholm. Hon har även utfört teckningar till tidningar, tidskrifter och böcker bland annat Dagens Nyheter (ledarsidan), Form och Pockettidningen R samt affischer, teaterprogram och bilder till teater i TV2.
Stina Eidem är dotter till överbibliotekarien Carl Björkbom och översättaren Brita Rabenius. Hon gifte sig 1965 med ekonomen Rolf Eidem, med vilken hon har barn. År 1989 gifte hon sig med regissören Anders Carlberg, som hon sammanlevt med sedan 1972.